# 完全走破!日本縦断2002キロ高速道路の旅
完全走破!日本縦断2002キロ高速道路の旅（かんぜんそうは!にほんじゅうだん2002きろこうそくどうろのたび）は、1987年10月15日深夜にフジテレビの深夜単発枠「THE TV2 (JOCX-TV2)」で放送された単発番組である。
自動車で高速道路（一部都市高速道路、有料道路も）を使い、青森県青森市から熊本県八代市まで（本州・九州）を縦断した車窓からの映像を、およそ2時間半に編集して放送された。
本項目では、実質的続編番組である『新・完全走破 高速道路の旅』についても併せて記述する。

## 概要
1987年9月9日、首都高速川口線千住新橋ランプ - 川口JCT - 東北自動車道浦和IC間の開通により、東北地方から九州までが一本の高速道路で結ばれた。これを記念して、主要縦貫道を通して北は東北自動車道青森ICから、南は当時九州自動車道の終点であった八代ICまで、車両にカメラを固定して走行する映像を放送した。

### 走行区間
高速自動車国道の路線網はまだ接続しておらず、一部の区間で都市高速道路や有料道路を経由している。撮影当時、九州自動車道えびのIC - 鹿児島北ICは既に開通していたが、八代IC - えびのICが未開業であったため、八代ICで終点となっている。
- 東北自動車道 青森IC - 川口JCT（映像では一部区間が省略、後述）
- 首都高速道路
  - 川口線・中央環状線 川口JCT - (江北JCT) - 堀切JCT
  - 向島線 堀切JCT - 江戸橋JCT
  - 都心環状線（外回り）江戸橋JCT - 谷町JCT
  - 渋谷線 谷町JCT - 用賀ランプ（東名高速東京IC）
- 東名高速道路 東京IC - 小牧IC
- 名神高速道路 小牧IC - 吹田JCT
- 中国自動車道 吹田JCT - 下関IC（当時広島北JCT - 鹿野IC間の一部区間は暫定2車線での供用）
- 関門橋 下関IC - 門司IC
- 北九州道路 春日出入口 - 黒崎出入口・北九州直方道路 黒崎出入口 - 馬場山出入口（いずれも後の北九州高速4号線。当時は九州道小倉東IC - 八幡IC間が未開通だったため並行する両区間を走行）
- 九州自動車道 八幡IC - 八代IC

当時の通行料金（普通車）は、青森IC - 川口JCT 11,700円、首都高速 600円、東京IC - 八代IC 22,900円、計 35,200円であった。

### 地上波でのネットおよび再放送
1987年当時は首都圏のみの放送で、首都圏以外では1988年3月に関西テレビ『真夜中テレビ』枠で放送された。その後1993年8月7日にフジテレビ深夜枠で改めて放送された。

### CSでの放送
2007年12月にフジテレビ739で『フジテレビ深夜番組プレイバック!』として再放送され、これが初の全国放送となった。2008年以降も不定期に再放送されており、同年4月には『SWALLOWS BASEBALL L!VE2008』が雨天中止になった際の雨傘番組としても活用された。

## 映像内容
実際の撮影期間は3日間にわたっており、走行映像は大幅に早送りしている。倍速の速度は一定ではなく、渋滞区間（首都高向島線 堀切JCT付近 - 東名高速道路 東京本線料金所、東名高速道路 秦野中井IC - 静岡県境付近）や東北自動車道（仙台南IC - CM直前）では極端に速い早送りを行っている。また、秋田県から岩手県（小坂PA先 - 岩手山SA手前）と福島県から栃木県（白石IC先 - 上河内SA手前および福島県内全区間）にかけての部分は、時間的制約からか大幅にカットされた。
県境を通過する際は、その県の名所・史跡・祭事・風景が描かれた写真が数秒間表示される（福島県・佐賀県と1回目の山口県(深谷PA付近)と2回目の福岡県(鳥栖JCT付近 - 南関IC手前)は省略）。
東北道長者原SA、名神高速養老SA、中国道勝央SA・鹿野SAでは給油のために給油所に停車している。このうち、鹿野SAの給油所はその後閉鎖された。

### 撮影方式
撮影に使用された車は、ハイエースのスーパーロング(コラムシフトのMT)。ルーフ上にキャリアが設置されている。助手席側のダッシュボード上に作成した台へ特別にコマ数を調整した2台の16ミリカメラを設置し、それらを交互に使用することで寸断なく撮影された。東名高速道路・大井松田IC附近などカメラ切り替えのため寸断した様子がうかがえるシーンも少なからずある。ちなみに翌年9月に放映された「完全走破!上野〜札幌寝台特急北斗星の旅 」では1台のカメラから2台のVTRで交互に収録する方式になっている。
カメラは映画用のフィルムカメラを使用し、撮影コマ数を減らしてフィルムの消費を抑えると共に、もとから早送り映像での記録が可能となった。その上で東北自動車道の秋田県内の大半および福島県内全てをカット、渋滞区間などでの更なる早回しなどを行って番組本編の尺に収めていた。

### 音声
走行映像は車両の走行音ではなく、基本的に1960年代を中心とした洋楽または邦楽のヒットソングが流れる。当時まだ珍しい音声多重放送（主音声では洋楽、副音声で邦楽）であった。なお、フジテレビ739での放送は音声多重放送（モノラル2重音声）ではなく、フジテレビ721で放送している「F1グランプリ」と同じ、第2音声を使った放送（いわゆるステレオ2音声放送 洋楽が第1音声、邦楽が第2音声）である。

### 日別の撮影区間
走行風景の撮影は日の出から日没までの間のみ行われており、全区間の走破に3日かかっている。途中静岡県内および熊本県内で撮影中に日没を迎え、翌朝に撮影中断区間から撮影し直している。一日目終了後はCM（後述）に入り、二日目が終了時は一旦映像が暗くなった後三日目が始まる。日ごとの撮影区間は以下の通り。
- 一日目：東北道青森IC - 東名高速薩埵（さった）トンネル先（由比PAを過ぎて最初のトンネル、蒲原トンネルを参照）
- 二日目：東名高速蒲原BS - 九州道鹿央BS先（植木ICの2km手前）
- 三日目：九州道鹿央BS手前 - 九州道八代IC

### 文字列（テロップ）
- 完全走破!日本縦断2002キロ高速道路の旅の題名（大きいもの）はオープニングと二日目の最初（東名高速・静岡県内の蒲原BS付近）に表示される。
- インターチェンジまたはジャンクション、サービスエリアおよび東北道・首都高・東名・名神・中国道・関門橋・北九州道路/北九州直方道路・九州道に入る場合のみ、テロップが表示される。首都高・北九州道路/北九州直方道路のIC・JCT・SA・PAは表示されない。なお、東北自動車道高舘PAおよび東名高速および名神高速道路小牧ICはテロップ表記が行われずに通過する。また進行方向から見て流入のみのハーフインターチェンジ（東京IC・瀬田西IC・中国吹田IC・中国池田IC）も同様である。
- IC・JCTの場合は画面の右下にインターチェンジ名あるいはジャンクション名が表示され、SA・PAの場合は画面の右上に実際の予告案内に使われる記号を添えて表示される。JCTの場合は「小牧JCT」などと名称に「JCT」の文字列を加えて表示される。なお、サービスエリアが併設されている大津ICだけは例外でサービスエリア名とセットで表示されている。また浦和本線料金所、鳥栖JCTを除いて全ての名称には読み仮名が振られている。
- 実際にIC・JCT・SA・PAのテロップが表示されるのは出口または入口の約1km手前付近で表示されるが、浪岡IC等のように出口直前で表示される場合もある。
- IC・JCT・SA・PAのテロップのうち、東北自動車道は緑色、東名高速道路はピンク色、名神高速道路は濃い青色、中国自動車道は薄い青色、九州自動車道はオレンジ色で表示されている。これは日本道路公団時代に道路施設協会が発行していた「SAPAガイド」のラインカラーでもあった。

## スタッフ
- 撮影：キイズアンドシンジケート（映像撮影・運転などの撮影に関する主要部分を担当）
- 制作協力：共同テレビ
- 制作著作：フジテレビ

## 走行映像の注目点
全体
- 前述の通り、1987年9月頃の平日に撮影したため現在あるJCT・IC・SA・PAがこの当時はほとんどが未開業・未開通となっている。そのため当時はそれらの影も形もない様子が確認できる。また出口案内も英語表記のない看板が多く目立ち、凝らしてみると未開業当時しか見られない地名が確認できる(例:磐田、米子、浜田など)。また平日のため、所々工事による車線規制が行われているのが確認できる。
- JCT・IC・SA・PAを除く連続照明灯区間も当時は設置がなく、特に東北自動車道(久喜 - 浦和)や東名高速道路 (東京 - 御殿場)はそれがないのも確認できる。
- さらに現在では民営化により閉店した売店やガソリンスタンド(のアイコン)、廃止や移動前のパーキングエリアも確認できる。

東北自動車道
- 当時山形自動車道が未開通だったが、映像では村田JCTの建設中の様子(下り線の建設用防壁)が確認できる。
- 東北自動車道の古川IC - 大和IC間では工事による対面通行規制のため反対方向の車線に移動するシーンがある（映像ではコーンを用いているが、現在は対面通行規制の際は暫定2車線区間で使用されるポールを仮設置している）。
- 福島県のテロップが出るが、実際は福島・宮城県境すら越えておらず、福島県はすべてカットされている（県境は国見SA付近になる）
- 当時は鹿沼IC - 川口JCTが6車線区間だった。

東名高速道路
- 東京本線料金所先で神奈川県のテロップが表示されるが、実際は東京IC先で神奈川県に入っている。
- 当時は東京IC - 厚木ICが6車線区間だった。
- 大井松田IC - 足柄SA間は当時4車線区間であり、上り線は現在の下り線右ルートとなる。また日本坂トンネル付近も当時4車線区間で走行するのは、現在の上り線右ルートを走行する。
- 御殿場IC通過後、駒門PAの先に、当時建設途中であった裾野ICの流出路および流入路を見ることができる。
- 前述の通り、小牧ICでは小牧ICのテロップは表示されず、東名高速道路から名神高速道路に路線が変わった事を告げるテロップが代替的に表示される。

名神高速道路
- 一宮ICの情報表示板は出口予告1km手前（実際は出口より約1.2km手前）に設置されている。（通常は出口より約300m手前）現在でも情報表示板は出口予告の1km手前に設置されている（撮影当時の旧式と差し替えられている）。
- 京都南IC - 吹田JCT間は当時4車線区間で、天王山トンネル周辺は現在の下り線左ルートを走行する。

中国自動車道
- 現在の吉川JCTは撮影当時まだ工事中だったが、開通までまだ間があった段階で標識（緑色の板で隠されていた）を設置しているのがうかがえる（通常新たにジャンクション工事をする場合で標識を追加する場合は、開通直前で設置される）。
- 当時浜田自動車道が未開通だったが、映像では千代田JCTの建設中の様子(下り線の建設用防壁)が確認できる。
- 広島北JCT - 戸河内ICにかけての暫定2車線区間(冠山トンネル、米山トンネル付近も同様)で、現在の加計東トンネル内で作業による片側交互通行が行われているのが確認できる。
- 小月IC - 下関IC間で工事が行われているところで、一部は片側2車線（走行車線・追越車線）をふさいで、登坂車線に車を通している。このようなシーンはここだけである。

北九州道路・北九州直方道路
- 前述通り、九州道小倉東IC - 八幡IC間が未開通だったため並行する両区間を走行する。この当時は接続道路だったため料金徴収はしなかった。そのため料金所をスルーする様子が確認できる。当時は一般有料道路として扱っていたため料金徴収せず連続走行ができた。そのため東京 - 八代間が通しでの通行料金になっているのはこのためである。なお現在は北九州高速4号線として別料金扱いとなっているため連続走行はできない。
- 八幡ICから約4km手前の小嶺出入口付近で、八幡ICと九州道に入るテロップが表示される。

九州自動車道
- 鳥栖JCTのテロップは他の分岐点と異なり、1km手前で表示されるとすぐに消えてしまい、実際の分岐点では何も表示されずに素通りしてしまう。また「鳥栖JCT」のテロップのみ、ふりがなが省略されている。
- テロップの表示順番の都合上、南関ICの手前2km標識が設置されている場所で熊本県の文字列が表示されるが、実際には南関IC約1km手前で熊本県に入る。
- ラストは八代IC料金所で走行した通行料金総額のテロップが出る。その時の画像は料金ブースに入ったところでストップモーションになり高速道路の旅が終了した事を告げるテロップが表示された後、最後に開通した区間の1つでもある首都高速道路川口TB、川口PA付近の空中からの映像で締めている。

## 収録曲一覧
全編にわたって1960年代を中心としたヒット曲がBGMとしてかかっており、音声多重放送により洋楽（主音声）・邦楽（副音声）が選べる方式になっている。

### 主音声（洋楽）
現時点で確認出来ている収録曲を放送順に紹介。（全62曲）
- 左は曲名（洋題【一部フランス語表記】 / 邦題）、曲名横の()内の※はカット版、★は曲途中で終了する曲、右はアーティスト名である。アーティスト名の横は流れている途中で都府県境をまたがる場合のみ都府県の移り変わりが記載されている。
- 1960年代に限らず、50年代後半 - 70年代前半の曲も含まれており、バリエーションも豊富である。
- 曲名が斜字のものは、新・完全走破 高速道路の旅でも収録されている(邦楽も同じ)。

東北自動車道
1. Fun Fun Fun / ファン・ファン・ファン（ビーチボーイズ）：青森IC - 高舘PA手前
2. Lollipop / ロリポップ（コーデッツ）：高舘PA - 碇ヶ関IC付近
3. Mamy Blue / マミーブルー(★)（ヴィッキー）(青森→秋田)：碇ヶ関IC - 小坂IC先のトンネル区間
4. Twist and Shout / ツイスト・アンド・シャウト（ビートルズ）（岩手）：岩手山SA手前 - 盛岡南IC付近
5. Apples,Peaches, and Pumpkin Pie / アップルパイは恋の味（ジェイ&ザ・テクニクス)：盛岡南IC - 花巻PA付近
6. A Lover's concerto / ラヴァーズ・コンチェルト（サラ・ヴォーン）：花巻PA - 平泉前沢IC付近
7. Leader Of The Pack / リーダー・オブ・ザ・パック（シャングリラス）(岩手→宮城)：平泉前沢IC - 志波姫PA付近
8. Na Na Hey Hey Kiss Him Goodbye / ナナ・ヘイ・ヘイ・キス・ヒム・グッバイ（スティーム）：志波姫PA - 大和IC付近
9. Go Away Little Girl / ゴー・アウェイ・リトル・ガール（ダニー・オズモンド）：大和IC付近 - 仙台南IC
10. One Bad Apple / ワン・バッド・アップル(★) （オズモンズ）：仙台南IC - 宮城・福島県県界付近（宮城県白石市越河付近）
11. La Plus Belle Pour Aller Danser / アイドルを探せ（シルヴィ・ヴァルタン）（栃木）：上河内SA - 鹿沼IC先
12. The Way You Do The Things You Do （テンプテーションズ）（栃木→群馬）：鹿沼IC先 - 館林IC手前
13. The Game Of Love / ゲーム・オブ・ラブ（ウェイン・フォンタナ&ザ・マインドベンターズ）（群馬→埼玉）：館林IC手前 - 蓮田SA手前
14. Runaway / 悲しき街角（デル・シャノン）(埼玉→東京)：蓮田SA手前 - 川口JCT - 首都高速川口線・ 東領家出口付近

首都高速道路
1. Jenny,Jenny / ジェニ・ジェニ〔新録音盤〕（リトル・リチャード） 首都高速川口線・東領家出口付近 - 首都高速6号向島線・両国JCT
2. From Russia with Love / 「007 ロシアより愛をこめて」メインテーマ（ジョン・バリー・オーケストラ演奏）(東京→神奈川) 首都高速6号向島線・両国JCT - (銀座経由)谷町JCT - 東名高速道路・横浜IC（現：横浜町田IC）

東名高速道路
1. Heartaches By The Number / 恋はつらいね（ガイ・ミッチェル）：横浜IC（現：横浜町田IC） - 秦野中井IC付近
2. Donna The Prima Donna / 可愛いドンナ（ディオン）：秦野中井IC附近 - (神奈川→静岡)：静岡県境
3. Silence Is Golden / サイレンス・イズ・ゴールデン（トレメローズ）：静岡県境 - 愛鷹PA附近
4. Bandit Of My Dreams / 夢の盗賊（エディー・ホッジス）：愛鷹PA - 富士川SA附近
5. Such a Night / サッチ・ア・ナイト(★)（エルビス・プレスリー）：富士川SA - 薩埵（さった）トンネル先
6. My Boyfriend's Back / 私のボーイフレンド（エンジェルズ）：蒲原BS附近 - 日本坂トンネル
7. Only You / オンリー・ユー(※)（プラターズ）：日本坂トンネル - 牧之原SA附近
8. It's My Party / 涙のバースディパーティ(★)（レスリー・ゴーア）：牧之原SA附近 - 小笠PA手前（現在の掛川IC付近）
9. I Saw Linda Yesterday / いとしのリンダ （ディッキー・リー）：小笠PA附近 - 三方原PA附近
10. Hey Paula / ヘイ・ポーラ（ポール&ポーラ）(静岡→愛知)：三方原PA附近 - 豊川IC附近
11. It's All In The Game / 恋のゲーム（トミー・エドワース）：豊川IC - 上郷SA手前
12. Where the boys are / ボーイ・ハント（コニー・フランシス）：上郷SA手前 - 守山PA附近
13. (Love is like) A heat wave / ヒート・ウェイヴ（マーサ&ザ・ヴァンデラス）（愛知→岐阜）：守山PA - 小牧IC - 名神高速道路・岐阜羽島IC手前

名神高速道路
1. Stormy / ストーミー（クラシックス・フォー）(岐阜→滋賀)：岐阜羽島IC附近 - 伊吹PA附近
2. The Lion Sleeps Tonight / ライオンは寝ている（トーケンズ）：伊吹PA - 八日市IC
3. Calendar Girl / カレンダー・ガール（ニール・セダカ）：八日市IC - 草津PA附近（現：京滋バイパス・瀬田東JCT）
4. Movin' / 太陽の彼方に（アストロノウツ）(滋賀→京都)：草津PA附近 - 京都南IC附近
5. Surfin' U.S.A / サーフィン・U.S.A.（ビーチボーイズ）(京都→大阪)：京都南IC附近 - 中国自動車道・中国豊中IC手前

中国自動車道
1. Keep On Dancing / キープ・オン・ダンシング（ジェントリーズ）(大阪→兵庫)：中国豊中IC - 宝塚西トンネル
2. Time Of The Season / 二人のシーズン（ザ・ゾンビーズ）：宝塚西トンネル - 社PA
3. A Hard Day's Night / ア・ハード・デイズ・ナイト （ビートルズ）：社PA - 安富PA手前
4. Kicks / キックス(ポール・リヴィア&レイダース)：安富PA手前 - 金辺トンネル附近（佐用IC手前）
5. (The Long to Be) Close to You / 遥かなる影（カーペンターズ）(兵庫→岡山)：佐用IC - 津山北BS附近
6. My Girl / マイ・ガール（テンプテーションズ）：津山北BS附近 - 真庭PA附近
7. Everybody's Talkin' / うわさの男（ハリー・ニルソン）：真庭PA附近 - 新見IC附近
8. Itsy Bitsy Teenie Weenie Yellow Polka Dot Bikini / ビキニスタイルのお嬢さん(ブライアン・ハイランド)(岡山→広島)：新見IC附近 - 帝釈峡PA附近
9. Diana / ダイアナ（ポール・アンカ）：帝釈峡PA - 庄原IC附近
10. The Legend Of Xanadu / キサナドゥーの伝説（デイブ・ディー・グループ）：庄原IC附近 - 高田IC附近
11. L'Amour Est Bleu / 恋はみずいろ(★)（ヴィッキー）：高田IC - 千代田IC手前
12. Wooly Bully / ウーリー・ブーリー（サム・ザ・シャム&ザ・ファラオズ）：千代田IC手前 - 加計東トンネル内
13. Hey There Lonely Boy / ヘイ・ゼア・ロンリー・ボーイ（マーサ&ザ・バンデラス）：加計東トンネル - 吉和IC附近
14. Pipeline / パイプライン（ザ・ベンチャーズ）(広島→山口→島根)：吉和IC附近 - 深谷PA附近
15. Black Is Black / ブラック・イズ・ブラック(ロス・ブラボーズ）(島根→山口)：深谷PA附近 - 鹿野IC附近
16. Tell him / テル・ヒム（エクサイターズ）：鹿野IC附近 - 荷卸峠PA附近
17. (Get Your Kicks On) Route 66 / ルート66（ジョージ・マハリス）：荷卸峠PA附近 - 小郡IC附近
18. San Francisco (Be Sure to Wear Flowers in Your Hair) / 花のサンフランシスコ（スコット・マッケンジー）：小郡IC - 美祢西BS附近（現：美祢西IC）
19. Vacation / ヴァケーション（コニー・フランシス）：美祢西BS - 長門勝山BS（現在は管理用施設に転用）附近
20. Good Timing / ステキなタイミング(★)（ジミー・ジョーンズ）(山口→福岡)：長門勝山BS - 関門自動車道・めかりトンネル先

関門橋
1. Melody Fair / メロディ・フェア（ビージーズ）：関門橋 - 門司IC - 北九州道路・大谷JCT附近

北九州道路・北九州直方道路・九州自動車道
1. Don't Worry Baby / ドント・ウォーリー・ベイビー（ビーチボーイズ）：大谷JCT附近 - 若宮IC先（80キロ規制区間手前）
2. Rain, the Park & Other Things / 雨に消えた初恋（カウシルズ）：若宮IC - 太宰府IC附近
3. Who put the Bomp / シビれさせたのは誰？（バリー・マン）(福岡→佐賀→福岡)：太宰府IC - 佐賀県鳥栖市・福岡県小郡市県境付近
4. We'll Sing In The Sunshine / 太陽に歌って（ゲール・ガーネット）(福岡→熊本)：佐賀・福岡県境付近 - 小原BS附近
5. I Will Follow Him / アイ・ウィル・フォロー・ヒム(※)（リトル・ペギー・マーチ）：小原BS - 鹿央BS附近
6. Mr. Moonlight / ミスター・ムーンライト（ビートルズ）：熊本県山鹿市 - 鹿央BS - 御船IC附近
7. The End Of The World / この世の果てまで（スキーター・デイビス）：御船IC - 八代IC

### 副音声（邦楽）
現時点で確認出来ている収録曲を放送順に紹介。邦楽は音声多重放送により副音声での収録であった（全51曲）。主音声の洋楽とは違い、ほぼ年代順に構成されている。アーティスト名の横は流れている途中で洋楽同様都府県境をまたがる場合のみ都府県の移り変わりが記載されている。
東北自動車道
1. 達者でナ（三橋美智也）：青森IC - 大鰐弘前IC付近
2. アカシアの雨がやむとき（西田佐知子）（青森→秋田）：大鰐弘前IC - 小坂IC先のトンネル
3. 月影のナポリ（森山加代子）：岩手山SA - 矢巾PA付近
4. コーヒールンバ（西田佐知子）：矢巾PA - 水沢IC手前
5. スーダラ節（植木等）（岩手→宮城）：水沢IC手前 - 岩手県・宮城県県界付近
6. 北帰行〔新録音盤〕（小林旭）：県界 - 長者原SA付近
7. 可愛いベイビー（中尾ミエ）：長者原SA - 大和IC付近
8. ハイそれまでヨ（植木等）：大和IC - 村田JCT（建設中）付近
9. いつでも夢を（橋幸夫・吉永小百合）：村田JCT - 宮城県・福島県県界付近
10. 赤いハンカチ（石原裕次郎）（栃木）：上河内SA手前 - 栃木IC付近
11. 銀座の恋の物語（石原裕次郎・牧村旬子）（栃木→群馬→埼玉）：栃木IC - 岩槻IC手前
12. 高校三年生（舟木一夫）（埼玉→東京）：岩槻IC手前 - 川口JCT - 首都高速6号向島線・向島出入口付近

首都高速道路
1. 東京五輪音頭（三波春夫）(東京→神奈川) ： 首都高速6号向島線・向島出入口付近 - (銀座経由)谷町JCT - 東名高速道路・大和トンネル付近

東名高速道路
1. こんにちは赤ちゃん（梓みちよ）：大和トンネル - 秦野中井IC付近
2. ホンダラ行進曲（ハナ肇とクレージーキャッツ）（神奈川→静岡）：秦野中井IC - 御殿場IC付近
3. 上を向いて歩こう（坂本九）：御殿場IC - 富士IC手前
4. 見上げてごらん夜の星を（坂本九）：富士IC - 薩埵（さった）トンネル先
5. 皆の衆（村田英雄）：由比PA手前 - 焼津IC先
6. 明日があるさ（坂本九）：焼津IC先 - 小笠PA手前（現在の掛川IC付近
7. 学生時代（ペギー葉山）：小笠PA手前 - 三方原PA手前
8. アンコ椿は恋の花（都はるみ）（静岡→愛知）：三方原PA - 岡崎IC手前
9. 新妻に捧げる歌（江利チエミ）：岡崎IC手前 - 守山PA付近
10. 明日は咲こう花咲こう（三田明・吉永小百合）：守山PA付近 - 岐阜羽島IC

名神高速道路
1. 星娘（西郷輝彦）（岐阜→滋賀）：岐阜羽島IC付近 - 伊吹PA先
2. 帰って来たヨッパライ（ザ・フォーク・クルセダーズ）：伊吹PA - 黒丸PA先
3. 女ひとり（デューク・エイセス）(滋賀→京都)：黒丸PA先 - 京都東IC先
4. 風が泣いている（ザ・スパイダース）(京都→大阪)：京都東IC先 - 中国豊中IC付近

中国自動車道・関門橋
1. モナリザの微笑（ザ・タイガース）(大阪→兵庫)：中国豊中IC - 宝塚東トンネル付近
2. さよならはダンスの後で（倍賞千恵子）：宝塚東トンネル - 社PA付近
3. ワン・レイニー・ナイト・イン・トーキョー（越路吹雪）：社PA - 山崎TB跡付近
4. 兄弟仁義（北島三郎）（兵庫→岡山）：山崎TB跡 - 勝央SA
5. 君といつまでも（加山雄三）：勝央SA - 真庭PA付近
6. お嫁においで（加山雄三）：真庭PA付近 - 大佐SA先
7. いい湯だな（デューク・エイセス）（岡山→広島）：大佐SA先 - 帝釈峡PA付近
8. こまっちゃうナ（山本リンダ）：帝釈峡PA付近 - 七塚原SA付近
9. 若者たち（ブロード・サイド・フォー）：七塚原SA - 高田IC付近
10. いっぽんどっこの唄（水前寺清子） ：高田IC付近 - 千代田IC手前
11. ブルー・シャトウ（ジャッキー吉川とブルーコメッツ）：千代田IC手前 - 加計東トンネル出口付近
12. この広い野原いっぱい（森山良子）：加計東トンネル出口付近 - 吉和SA付近
13. ケメ子の唄（ザ・ダーツ）（広島→山口→島根）：吉和SA付近 - 米山トンネル内部
14. 天使の誘惑（黛ジュン）（島根→山口）：米山トンネル - 徳地IC先
15. Good Night Baby（ザ・キングトーンズ）：徳地IC先 - 美東SA手前
16. フランシーヌの場合（新谷のり子）：美東SA手前 - 小月IC付近
17. ブルー・ライト・ヨコハマ（いしだあゆみ）(山口→福岡)：小月IC - めかりトンネル付近

北九州道路・北九州直方道路・九州自動車道
1. 三百六十五歩のマーチ（水前寺清子）：めかりトンネル付近 - 北九州道路・大里出入口付近
2. 黒ネコのタンゴ（皆川おさむ）：北九州道路・大里出入口 - 現：八幡IC付近
3. 恋の季節（ピンキーとキラーズ）：八幡IC付近 - 福岡IC付近
4. 長崎は今日も雨だった（内山田洋とクール・ファイブ）（福岡→佐賀→福岡）：福岡IC付近 - 久留米IC手前
5. 夜明けのスキャット（由紀さおり）（福岡→熊本）：久留米IC手前 - 玉名PA付近
6. あなたの心に（中山千夏）：玉名PA - 鹿央BS付近→（3日目）山鹿市付近 - 熊本IC付近
7. 風（はしだのりひことシューベルツ）：熊本IC付近 - 八代IC

## 新・完全走破 高速道路の旅

### 概要
2009年4月28日より、フジテレビNEXTにて完全新作の『新・完全走破 高速道路の旅』が放送された。東北自動車道・青森ICから日本列島を南下した前作とは逆に、九州自動車道 の鹿児島ICを出発して日本列島を北上、終点は道央自動車道の士別剣淵ICとなっている。走行距離が前作と比較して撮影期間が延びたため(後述)、4回に分けての放送となった。ハイビジョンで制作され、ステレオ2音声放送で当時同様にBGMが選べる試みも引き続き行われた。また、2009年12月25日に全4巻のDVDが発売されている。2017年7月から不定期でチャンネルNECOでも放送されている。なお、行程距離では2500kmと紹介しているが、PART-IVのEDテロップでの実走行距離は高速道路のみの総走行距離として2511km（青森IC - 八雲IC間を走る一般道・航路(約200km)は除く。それを含むと全行程の走行距離はおよそ2700km）となっている。前作とは違い全行程の料金は非掲載だが、通過したIC数は227、JCTは44、SAは39、PAは85箇所。走行した都道府県は26都道府県となる。

### 放送区間および放送日
区間の右側の日付は初回放送日。
1. 鹿児島 - 岡山（九州自動車道・鹿児島IC - 山陽自動車道・吉備SA）:2009年4月28日
2. 岡山 - 東京（山陽自動車道・吉備SA - 東名高速道路・東京IC）:2009年8月4日
3. 東京 - 岩手（首都高速道路・用賀本線料金所 - 東北自動車道・前森山PA）:2009年10月27日
4. 岩手 - 北海道（東北自動車道・前森山PA - 道央自動車道・士別剣淵IC）:2009年12月22日

### 走行区間
山陽自動車道の全線開通や新名神高速道路、伊勢湾岸自動車道などの開通に伴い、走行ルートは主に中国道・山口JCT - 東名・豊田JCT間は前作とは大きく異なっている。
PART-I
- 九州自動車道 鹿児島IC - 門司IC
- 関門橋 門司IC - 下関IC
- 中国自動車道 下関IC - 山口JCT
- 山陽自動車道 山口JCT - 大竹JCT
- 広島岩国道路 大竹JCT - 廿日市JCT
- 山陽自動車道 廿日市JCT - 吉備SA

PART-II
- 山陽自動車道 吉備SA - 山陽姫路東IC
- 播但連絡道路 山陽姫路東IC - 姫路JCT
- 姫路バイパス 姫路JCT - 高砂北ランプ
- 加古川バイパス 高砂北ランプ - 明石西ランプ
- 第二神明道路 明石西IC - 須磨IC
- 阪神高速道路
  - 3号神戸線 須磨IC - 阿波座JCT
  - 16号大阪港線 阿波座JCT - 西船場JCT
  - 13号東大阪線 西船場JCT - 東大阪JCT
- 近畿自動車道 東大阪JCT - 吹田JCT
- 名神高速道路 吹田JCT - 草津JCT
- 新名神高速道路 草津JCT - 亀山JCT
- 東名阪自動車道 亀山JCT - 四日市JCT
- 伊勢湾岸自動車道 四日市JCT - 豊田JCT
- 東名高速道路 豊田JCT - 東京IC[2]

PART-III
- 首都高速道路
  - 3号渋谷線 用賀本線料金所 - 谷町JCT
  - 都心環状線 谷町JCT - 汐留JCT
  - 八重洲線 汐留JCT - 汐留乗継所
- 東京高速道路 汐留乗継所 - 白魚橋乗継所
- 首都高速道路
  - 都心環状線 白魚橋乗継所 - 京橋JCT - 江戸橋JCT
  - 6号向島線 江戸橋JCT - 堀切JCT
  - 中央環状線 堀切JCT - 江北JCT
  - 川口線 江北JCT - 川口JCT
- 東北自動車道 川口JCT - 前森山PA

PART-IV
- 東北自動車道 前森山PA -  青森IC
- 道央自動車道 八雲IC - 士別剣淵IC

## 新・完全走破のスタッフ
- 撮影：山中敬一
- VE：小貫毅
- 編集：中津川達也
- 映像効果協力：真田卓(アヴァロン)
- MA：蛯原浩彦
- CG：GASP
- 車両：ドルフィンズ
- 技術協力：映像サービス
- 撮影協力：西日本高速道路（NEXCO西日本）・阪神高速道路株式会社・中日本高速道路（NEXCO中日本）・首都高速道路株式会社・東日本高速道路（NEXCO東日本）
- ディレクター：高橋真二
- プロデューサー：長嶋大介(フジテレビ)・小林静香(フジテレビ)・相澤聡一・山下浩
- 制作：フジテレビ・共同テレビ

## 新・完全走破の映像内容
- 16:9フルサイズのHD放送となっている。フジテレビNEXTのみで放送され、フジテレビONE・TWOや地上波では放送されていないが、2017年からCS「チャンネルNECO」にて不定期で放送されている（主に朝6時から放送）。
- 通過IC・JCTの名称は画面右下にテロップが表示される。基本的には振り仮名はなし。ただし一部のIC・JCT・SA・PAには振り仮名が付いたテロップが表示される。また一部は表示するタイミングが早くなったり遅くなったりする事もある。ただし鹿児島IC(PART-I)と岡山IC(PART-II)はオープニングタイトル中に通過するため、またPART-IIの東名川崎ICは直後の東京料金所を優先しているため、いずれもテロップは表示されていない。阪神高速や姫路・加古川バイパスでは表示されないが、前者は西宮ICや東大阪JCTのように、高速自動車国道に接続するIC・JCTは表示される。また首都高速道路についてはJCTのみ表示。流入のみのハーフIC・JCTや進行方向にはない反対方向のみや阪神高速・首都高のPAは表示されないのは前作と同様。

- SA・PAの名称については、画面左側よりカットインする形で情報が表示される。また、SA・PAによっては、そのSA・PAの施設や名物料理・土産に関する情報が表示される。トイレのみの無人PAや一部の有人PAは文字のみとなっている。またインターチェンジと併設(※SICは除く)はSA・PAの情報内に表示される。
- 走行路線は前作のようなテロップではなく、画面右下にカットインされた地図上をなぞる形で紹介される。各PARTの冒頭とPART-IIIのKK線→首都高に戻る時は、いずれも画面右下にテロップが表示されるのみ。また、都道府県境を越えたときも同様に地図上で紹介される。また、時折起点である鹿児島ICからの総走行距離が100キロ単位の節目で表示される。
- 前作とは異なり、SA・PAに立ち寄った部分以外でカットされた走行シーンはほとんどない。また、倍速の速度についてもトンネルや首都高速道路で速度を上げていた前作とは異なり、ほぼ一定速度である。ただし一部のトンネル内は僅かながら速度が上がっている。
- 車窓から見える沿線の景観や建造物の映像が、名称とともに画面左右下にカットインされる。

1. PART-I 霧島連山、球磨川、関門橋（関門海峡）、瀬戸内海、宮島
2. PART-II 神戸ポートタワー、大阪城、ナガシマスパーランド、浜名湖、天竜川、牧之原台地の茶畑（テロップは茶畑）、富士山（テロップなし）
3. PART-III 六本木ヒルズ、東京タワー、隅田川、東京スカイツリー（建設中）、荒川、埼玉スタジアム、利根川、鬼怒川、那須連山、安達太良山、蔵王山、岩手山
4. PART-IV 岩木山、内浦湾（噴火湾）、有珠山と昭和新山、樽前山

- また、高速道路自体の建造物（橋梁、トンネル）がテロップで紹介されることがある。

1. PART-I 加久藤トンネル、肥後トンネル (※2つのトンネルのみ距離が表示されている。)
2. PART-II 日本標準時子午線（第二神明の玉津IC - 伊川谷JCT/ICにあるモニュメントゲート）、天王山トンネル、名港トリトン

- PART-Iの本放送では、プライバシー保護のため自動車のナンバープレートの可読範囲で画面の下1/3ほどの部分全体にぼかし処理が施されていたが、PART-II以降ならびにPART-Iの再放送では、可読範囲でナンバープレートだけを隠す方法に改められた。
- PART-IからPART-IIIまでの番組エンドロールには、首都高速11号台場線レインボーブリッジを渡る寸前、お台場にあるフジテレビ本社が見えるカットがあるが、実際の走行映像では首都高速都心環状線浜崎橋JCTから汐留JCTを経由して東京高速道路方面に向かっており、11号台場線は通過していない。

### 新・完全走破の走行映像の注目点
全体
- 前作は日の出から日没までの間のみの撮影で行われていたが、本作は全て日中のみの撮影になっている。また後述で取り上げている通り、連日での撮影ではなく別々での撮影となっている。そのため(トータルとしての)撮影期間が5日と前作に比べ延びている。なお以下の紹介している日付および当時の状況は全て2009年当時として取り上げる。
  - PART-I・II
    - 所々桜が咲いている箇所が確認されている。
    - 九州道のみやま柳川ICが3月29日に開業されている。
    - 東名の沼津ICで伊豆縦貫道が7月27日接続(開通)されるが、当時は開通前のため看板の一部がマスキングされている。

  - PART-III・IV
    - 東北道の白河中央SICが8月8日に開業されている。
    - 東北道の三本木PAのスマートインターチェンジが9月18日に開業されるが、当時はその看板がマスキングされている。
    - 道央道の八雲IC - 落部ICが開通前で所々に「10月10日開通」の横断幕が確認されている。
    - 道央道の黒松内JCTが11月7日に開業されるが、開業までまだ間があった段階で一部標識(緑色の板で隠されていた)を設置している。
    - 道央道の輪厚PAのスマートインターチェンジが8月3日に開業されている。
- 案内標識も現在とは異なる箇所が多く、現在はPART-IIIの首都高でも確認できるヒラギノ角ゴW5が使用されているのがほとんどであるが、当時は首都高を除いてほとんどが公団文字である。

PART-I
- 美祢東JCT、小郡JCT、高屋JCT/IC、尾道JCTが未開業のため建設途中の様子が確認できる。なお小郡JCTは橋脚のみが確認できる。
- このPARTでは特に中国道の美東SA付近 - 佐波川SAの所々で雨が降っている。
- 九州道の八代JCTはハーフジャンクションであるため通常はテロップ表示されないが、このJCTのみテロップ表示している。
- 九州道の直方（のおがた）PA（上り）のテロップに「のうがた」という誤ったルビが振られている。
- 山陽道の佐波川SAがテロップでは佐波川パーキングエリアと間違った表示をしている。

PART-II
- 加古川中央JCT、門真JCT、新東名に接続するジャンクション(三ヶ日JCT、清水JCT、御殿場JCT)と圏央道(海老名JCT)が未開業のため建設途中の様子が確認できる。なお加古川中央JCTは橋脚のみが確認できる。
- 第二神明の伊川谷JCT/ICがテロップでは伊川谷ICしか表示していない(※実際はJCT併設)。
- 第二神明の須磨ICは須磨料金所で表示している。実際は料金所前の高倉山トンネル手前でルート分岐されているためインターは左ルートしか出られない(※撮影は右ルートを走行)。
- 阪神高速3号神戸線の京橋ランプ手前 - 生田川ランプ付近で断続的な渋滞が発生しており一時止まる部分が確認されている。本作で唯一渋滞にかかる箇所である。
- 阪神高速3号神戸線の尼崎TB・尼崎ミニPAが確認できるが、いずれも2016年11月に閉鎖したため現在は存在しない。
- 名神の吹田JCT/ICがテロップでは吹田JCTのみの表示になっている(※実際はICと併設)。
- 名神の大山崎IC/JCTは当時京都縦貫道との接続がされていないため、京滋BPのみの接続が確認できる。
- 名神の京都南ICは実際は第1・第2出口(※上りのみ)があるが、テロップでは第1出口で「京都南IC」が表示される。
- 新名神の甲南IC/PAでは画面左側よりカットインする形で情報が表示されるが、テロップはパーキングエリアしか表示していない(※実際はICと併設)。
- 伊勢湾岸道の名古屋南IC/JCTは当時名二環との接続がされていないため、名高3号線のみの接続が確認できる。またここでのテロップは名古屋南JCTのみとなっている(※実際はIC併設)。

PART-III
- 首都高C2の大橋JCT、圏央道(久喜白岡JCT)、岩舟JCT、富谷JCT、大衡ICがそれぞれ未開業のため建設途中の様子が確認できる。なお一部は橋脚・土台のみが確認できる。
- 東北道の羽生PAでは当時「Pasar(パサール)羽生」としてリニューアル工事を行っている途中だった。テロップでも「11月上旬OPEN」(※実際は11月18日にオープン)と表記されている。
- 東北道の都賀西方PAがテロップでは都賀西片と間違った表示をしている。

PART-IV
- 道央道の士別剣淵ICは新直轄方式に変えるために10月29日に本線料金所を設置するが、当時は設置前(建設途中)でありIC出入口付近の旧料金所が設置しているのが確認できる。
- このPARTでは特に東北道の田山PA過ぎた辺り - 青森ICの所々と道央道の士別剣淵IC手前付近からは雨が降っている。特に青森IC手前では虹も確認できる。
- 東北道の青森ICは青森本線料金所でテロップ表示しているが、実際は料金所の先がインターチェンジである。
- 東北道の 青森IC - 道央道の八雲ICへ至る区間は、一般道走行シーンを特殊効果を使ったダイジェスト映像で流し、八雲IC入口から通常映像に戻している。なお、青森港 - 函館港間の航送区間は、津軽海峡フェリーを使用している。
- 道央道の苫小牧東IC/JCTがテロップでは苫小牧東ICしか表示していない(※実際はJCT併設)。

## 新・完全走破の収録曲一覧
概要
- 前作は洋楽･邦楽ともに1960年代の曲を中心に選曲していたが、今回は1970年代 - 1980年代を中心とした選曲となっている。ジャンルも洋楽は前作はオールディーズが主体だったが、ロック・レゲエ・ボサノヴァ・ダンスなどと幅広いジャンルを選曲。邦楽も歌謡・演歌に加え80年代後半[3]を中心とした人気アーティストや名曲を選曲している。また沿線に関わりのある曲（ご当地ソング・沿線都道府県出身者）やPART-IVの田山PA過ぎた辺り - 青森IC間は雨が降っている事から曲名に雨や嵐が付いた曲が選曲されている。
- なおここで紹介している曲は本放送時のものであり、著作権上DVD版では異なる楽曲が使用されている(第1音声はジャズ、第2音声はオリジナルトランスによる構成)。[4]

収録曲の表記について
- 収録曲はいずれも曲順に収録。洋楽タイトルは全て英語表記。
- 曲名・アーティスト名が太斜字は『完全走破!上野〜札幌寝台特急北斗星の旅』と重複。

斜字(一部は太字)は雨ソング(※邦楽のみ・田山PA過ぎ - 青森IC間)。
- アーティスト名横の【 】内は曲が流れる区間。起点・終点、PART-IVの青森IC - 八雲IC間を除き、いずれも目安の位置で掲載。
- 収録されている曲の一部は編集により短縮されたり、途中で終了する曲もある。

### 副音声（邦楽）
参考出典:https://www.necoweb.com/neco/program/detail.php?id=4022